# 陳樹鵬
陳樹鵬（1974年11月17日—），外號「阿鵬」，前香港有線電視的足球評述員及主持人；加入香港有線電視之前，是足球網站的編輯。

## 入行經過
入行之前曾做過鞋店和傢俱店的售貨員，後來在足球網站工作，直到香港有線電視球彩台於2004年開台，經同事「盤神」推薦應徵主持一職。

## 主持節目
曾經主持香港有線電視球彩台節目球彩俱樂部及逢周六、日晚的賽事直播節目超級星期六及快樂星期天；除球彩台以外。
他曾經與林曉峰、蔣怡及余迪偉主持娛樂台節目美食法庭。

## 評述特色
阿鵬以口若懸河、親切風趣的風格見稱。他一直以球迷身份自居，希望能從普羅球迷角度，以輕鬆平實風格，分析足彩大勢。

## 絮聞
陳樹鵬曾經當眾向同事Wendy Tse（謝蕙妍）（YouTube：凍齡阿豬媽Wendy）求婚，有消息指他們後來有正式結婚，但過了一段短時間後就離了婚，現在仍處於朋友關係。
現Wendy Tse（謝蕙妍）（即凍齡阿豬媽Wendy）已經和一名韓國籍男仕結婚並生了兒子，但有指都是離婚收場。

## 外部連結
- 香港有線電視
- 香港有線電視球彩台主持